# His Sons-in-Law
His Sons-in-Law è un cortometraggio muto del 1924 scritto e diretto da Robert Kerr.

## Produzione
Il film fu prodotto dalla Century Film.

## Distribuzione
Distribuito dall'Universal Pictures, il film - un cortometraggio in due bobine - uscì nelle sale cinematografiche USA il 1º gennaio 1924.